# Mastobranchus trinchesii
Mastobranchus trinchesii är en ringmaskart som beskrevs av Eisig 1887. Mastobranchus trinchesii ingår i släktet Mastobranchus och familjen Capitellidae. Inga underarter finns listade i Catalogue of Life.